# Rana aurora
La rana norteña de patas rojas (Rana aurora) es una especie de anfibio anuro de la familia Ranidae.

## Distribución geográfica
Se distribuye por el Norte de California y en Columbia Británica.